# Hjorten (Törnsfalls socken, Småland)
Hjorten är en sjö i Västerviks kommun i Småland och ingår i Storån-Botorpsströmmens kustområde. Sjön är 26,7 meter djup, har en yta på 3,86 kvadratkilometer och är belägen 19,2 meter över havet. Sjön avvattnas av vattendraget Hörtingerumsbäcken.

## Delavrinningsområde
Hjorten ingår i det delavrinningsområde (640623-154228) som SMHI kallar för Utloppet av Hjorten. Medelhöjden är 31 meter över havet och ytan är 15,4 kvadratkilometer. Det finns ett avrinningsområde uppströms, och räknas det in blir den ackumulerade arean 23,3 kvadratkilometer. Avrinningsområdets utflöde Hörtingerumsbäcken mynnar i havet. Avrinningsområdet består mestadels av skog (57 procent). Avrinningsområdet har 3,83 kvadratkilometer vattenytor vilket ger det en sjöprocent på 24,8 procent.